# آیو اوبیلی
آیو اوبیلی (انگلیسی: Ayo Obileye؛ زادهٔ ۲ سپتامبر ۱۹۹۴) بازیکن فوتبال اهل بریتانیا است.
از باشگاه‌هایی که در آن بازی کرده‌است می‌توان به باشگاه فوتبال شفیلد ونزدی، باشگاه فوتبال چارلتون اتلتیک، و باشگاه فوتبال داگنم و ردبریج اشاره کرد.